# Stephan Schulz-Winge
Stephan Schulz-Winge (* 13. September 1974 in Neuss) ist ein ehemaliger deutscher Fußballspieler.

## Karriere
Schulz-Winge kam 1992 aus der Jugend des 1. FC Köln zu Borussia Mönchengladbach. Er wurde dort überwiegend in der Amateurmannschaft eingesetzt und gab am 4. Mai 1996 sein Bundesligadebüt. Nach zwei weiteren Einsätzen in der Fußball-Bundesliga in der Spielzeit 1996/97 wechselte er zum Südwest-Regionalligisten FC 08 Homburg, kam dort im Laufe der Saison aber nur zu zwei Kurzeinsätzen. Die Hinrunde der folgenden Spielzeit verbrachte er beim Ligakonkurrenten FC Remscheid, in der Rückrunde spielte er in der Verbandsliga Niederrhein für den VfR Neuss. 1999 kehrte er zu den Gladbacher Amateuren zurück und kam zwischen 2003 und 2004 vier weitere Male im Bundesligakader zum Einsatz.
2005 verließ er Mönchengladbach und spielte in der Folgezeit in der Oberliga Nordrhein für den KFC Uerdingen 05, 1. FC Kleve und TuRU Düsseldorf.